# Верхнекужебарский сельсовет
Верхнекужебарский сельсовет - сельское поселение в Каратузском районе Красноярского края.
Административный центр - село Верхний Кужебар.

## Население
| 2010 | 2012 | 2013 | 2014 | 2015 | 2016 | 2017 |
| ---- | ---- | ---- | ---- | ---- | ---- | ---- |
| 990  | ↘977 | ↘964 | ↗988 | ↘972 | ↘961 | ↘954 |

## Состав сельского поселения
| № | Населённый пункт | Тип населённого пункта       | Население |
| - | ---------------- | ---------------------------- | --------- |
| 1 | Алексеевка       | деревня                      | ↗38       |
| 2 | Верхний Кужебар  | село, административный центр | ↗1010     |

## Местное самоуправление
Глава – Петр Павлович Щеглов    

## Инфраструктура
Средняя школа  (посещают 83 учащихся), детский сад (посещают 35 детей), сельский дом культуры, библиотека, участковая больница на 6 коек (дневной стационар), администрация сельсовета,  6 объектов розничной торговли,   сельскохозяйственная артель (колхоза) им. Ленина.

## Экономика
Торговля, производство  сельскохозяйственной продукции, услуги сельского туризма.